# Vires acquirit eundo

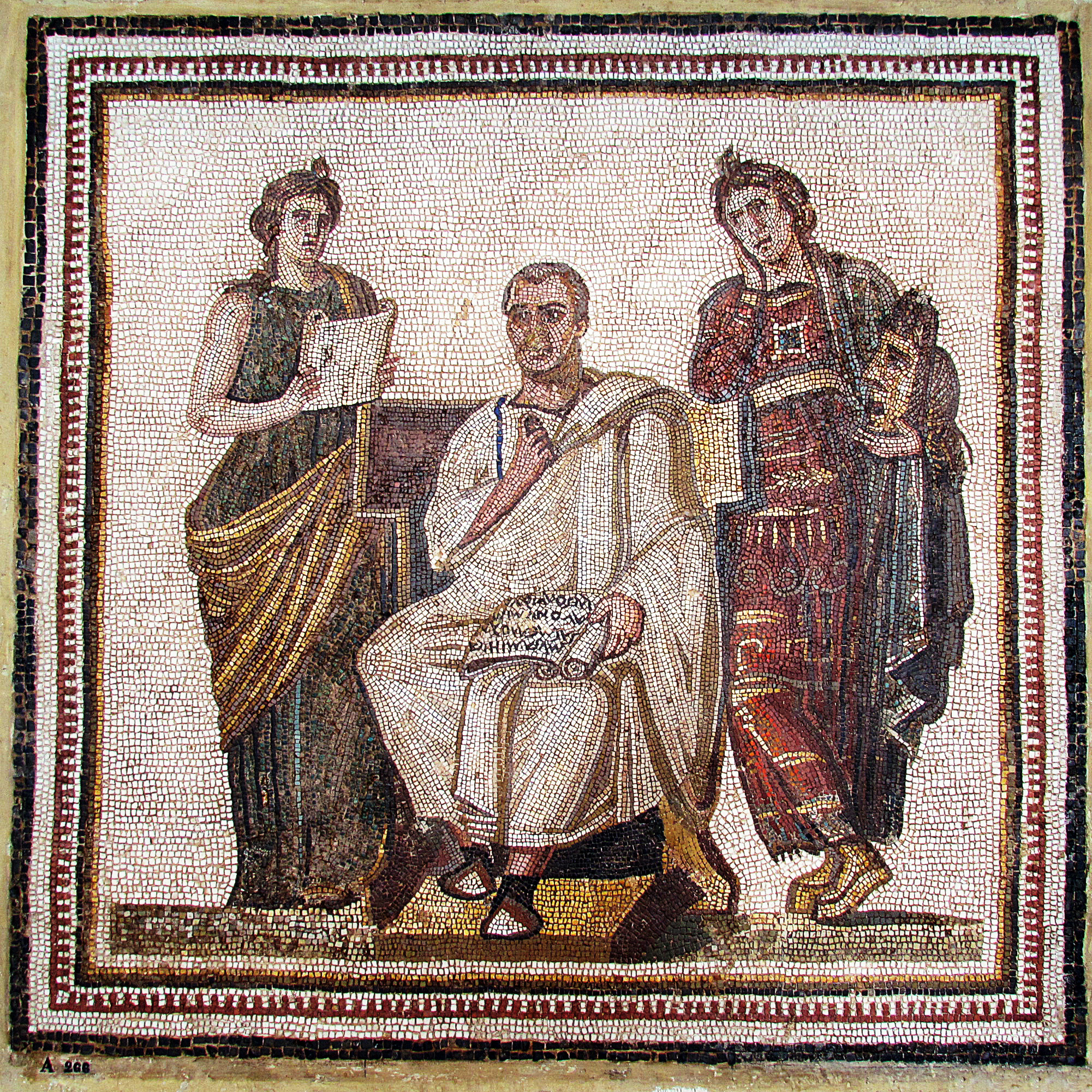
Virgilio con l'Eneide tra Clio e Melpomene (Museo nazionale del Bardo, Tunisi)

La locuzione latina Vires acquirit eundo, tradotta letteralmente, significa "acquista le forze camminando" (Virgilio, Eneide, IV, 175).
Virgilio parla qui della fama, che tanto più cresce quanto più si diffonde. In modo analogo, un proverbio italiano dice: "Acquista fama e dormi", intendendo che penserà la fama di ciascuno a fare i suoi interessi.